# Malevolent Creation
Malevolent Creation (v překladu zlomyslný výtvor) je americká death metalová kapela založená v roce 1986 ve městě Buffalo na západě státu New York pod názvem Resthaven. Od roku 1987 se honosí názvem Malevolent Creation. Jednu z prvních sestav kapely tvořili zpěvák Brett Hoffmann, kytaristé Phil Fasciana a Jeff Juskiewicz, baskytarista Jason Blachowicz a bubeník Mark Simpson. Ještě na konci 90. let 20. století se odstěhovali na Floridu, kde existovalo silné podhoubí death metalu (tzv. floridská death metalová scéna).
Debutní studiové album vyšlo roku 1991 a nese název The Ten Commandments.
Jeden ze stálých členů Phil Fasciana si s kamarádem založil nahrávací studio nazvané Hock studio po Larrym Hockovi, bubeníkovi a kamarádovi, který zemřel.

## Diskografie

### Demo nahrávky
- Demo (1987)
- Live Demo (1989)
- Demo I (1989)
- Demo 1990 (1990)

### Studiová alba
- The Ten Commandments (Roadrunner Records, 1991)
- Retribution (Roadrunner Records, 1992)
- Stillborn (Roadrunner Records, 1993)
- Eternal (Pavement Music, 1995)[2]
- In Cold Blood (Pavement Music, 1997)[2]
- The Fine Art of Murder (Pavement Music, 1998)
- Envenomed (Arctic Music, 2000)
- The Will to Kill (Arctic Music, 2002)
- Warkult (Nuclear Blast, 2004)
- Doomsday X (Nuclear Blast, 2007)
- Invidious Dominion (Nuclear Blast, 2010)
- Dead Man's Path (Century Media Records, 2015)
- The 13th Beast (Century Media, 2019)

### Kompilace
- At Death's Door II "Piece by Piece" (Slayer cover) (Roadrunner, 2009)
- Joe Black (Pavement Music, 1996)
- Manifestation (Pavement Music, 2000)
- The Best of Malevolent Creation (Roadrunner, 2003)
- Retrospective (Crash Music, 2005)
- Essentials (Crash Music, 2009)

### Live alba
- Conquering South America (Arctic Music, 2004)
- Live at the Whiskey (Arctic Music, 2008)
- Australian Onslaught (Arctic Music, 2010)

### DVD
- Lost Commandments (Massacre Records, 2008)